# Ola Salwa
Ola Salwa ist eine polnische Journalistin und Filmkritikerin.

## Leben
Ola Salwa arbeitet seit vielen Jahren für polnische Print- und Online-Medien wie Przekrój, Film und Kino, das polnische Nachrichtenmagazin Polityka, Elle und Twój Styl.  Darüber hinaus schreibt sie für das Online-Filmmagazin Wirtualna Polska und die polnische Tageszeitung Dziennik Gazeta Prawna und ist für den privaten Nachrichtensender Radio Tok FM tätig. Sie ist zudem Mitgründerin und Chefredakteurin des Polish Film Magazine, einem englischsprachigen Filmmagazin, das sich mit polnischen Filmen beschäftigt. Regelmäßig schreibt Salwa auch für das Online-Filmmagazin Cineuropa. Zudem ist sie regelmäßig Gast in der Fernsehsendung Tygodnik Kulturalny bei TVP Kultura.
Vier Jahre lang gestaltete Salwa das Programm des Film- und Musikfestivals Transatlantyk. Mehrere Male war sie Jurymitglied bei internationalen Filmfestivals, so 2014 beim Toronto International Film Festival, 2017 beim Thessaloniki International Film Festival, 2020 bei der Viennale und 2021 beim Tallinn Black Nights Film Festival. Im Mai 2023 wurde Salwa Mitglied der European Film Academy.